# مارکو پاتوانو
مارکو پاتوانو (انگلیسی: Marco Patuano) (زاده ۶ ژوئن ۱۹۶۴) کارآفرین، اقتصاددان و مدیر ارشد اجرایی ایتالیایی است، که در حال حاضر به‌عنوان مدیر عامل اجرایی شرکت تلکام ایتالیا فعالیت می‌کند.